# Gustavus Waltz
Gustavus Waltz (wirksam von 1732 bis 1759) war ein britischer Sänger deutscher Herkunft der Stimmlage Bass, der mit Georg Friedrich Händel in London zusammenarbeitete. Er trat sowohl als Sänger in Händels Opernchor als auch als Solist auf. Genaue Lebensdaten von Gustavus Waltz sind nicht bekannt.

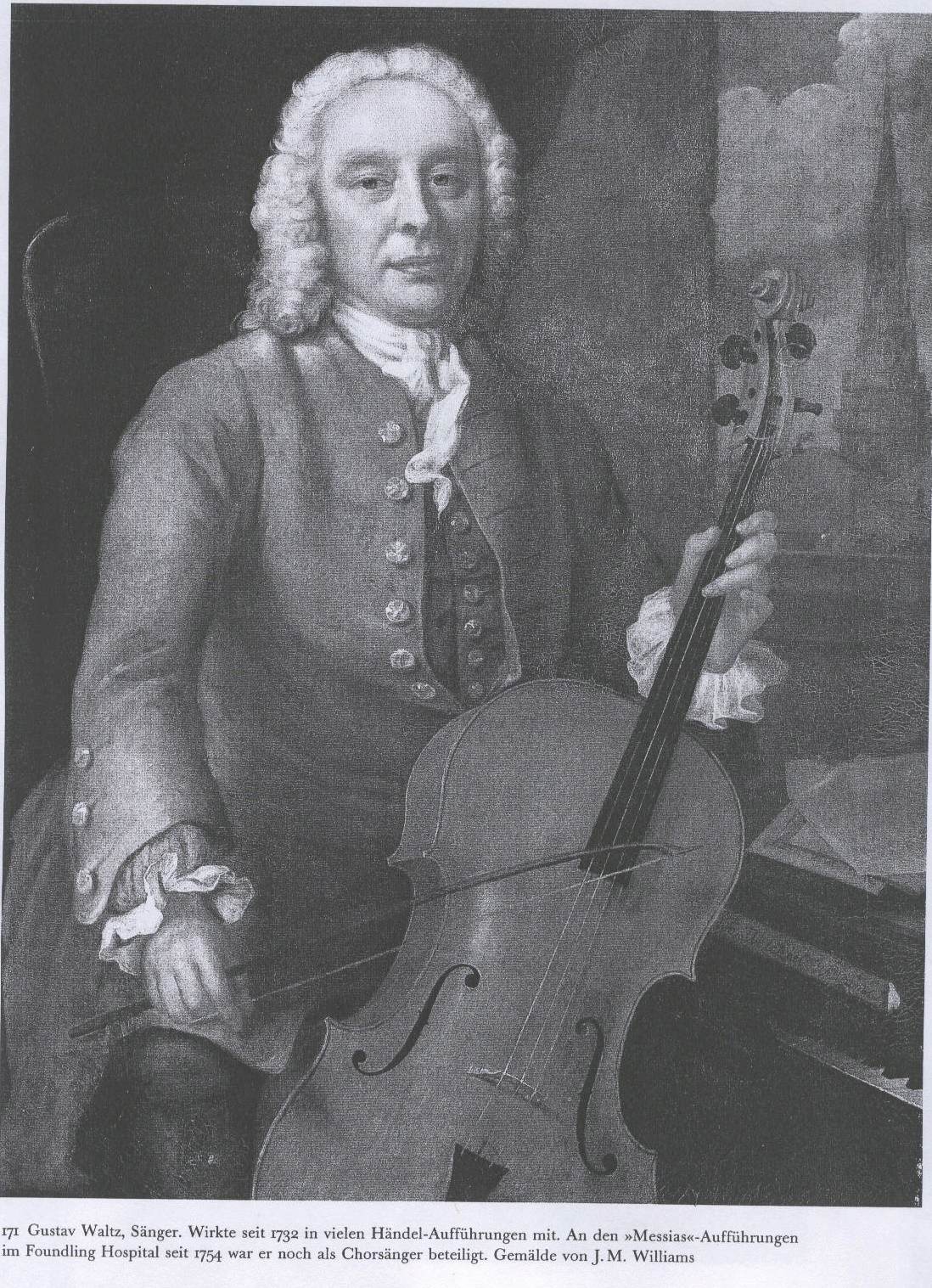
Gustavus Waltz: Gemälde von John Michael Williams

## Leben und Werk
Waltz gab am 13. März 1732 sein Debüt als Osmyn in der Oper Amelia von John Frederick Lampe am Haymarket Theatre in London. Er trat in den folgenden Jahren in mehreren Uraufführungen von Händel-Opern als Minos in Arianna in Creta, als König von Schottland in Ariodante (1735), als Melisso in Alcina (1736) und als Nicandro in Atalanta auf. Im Chor sang Waltz zum letzten Mal 1759 in einer Aufführung des Messias im Londoner Foundling Hospital.
Nachdem Händel 1745 in London die Bekanntschaft mit Gluck gemacht hatte, soll Händel gegenüber seiner Freundin und Vertrauten Mrs. Cibber folgende Aussage getroffen haben: „Gluck knew no more of contrapunto than my cook Waltz“ („Gluck versteht nicht mehr vom Kontrapunkt als mein Koch Waltz“). Diese Aussage ist fehlinterpretiert worden, da Waltz ein hervorragender Sänger und Kontrapunktist war. Die darauf basierende Aussage, dass Waltz ursprünglich der Koch von Händel gewesen sei, ist nicht belegt.